# Claude Irson
Claude Irson est un mathématicien et grammairien français, actif de 1655 à 1690.

## Vie publique et œuvre
Né en Bourgogne, il est le fils de Jean Irson, marchand et bourgeois de la ville de Ribemont, et de Barbe Gosset.
Habitant rue de la Harpe (paroisse Saint-Severin) à Paris, il se marie le 23 février 1654 avec Anne Mareschal, veuve de Jean Delarue maître potier d'étain à Paris.

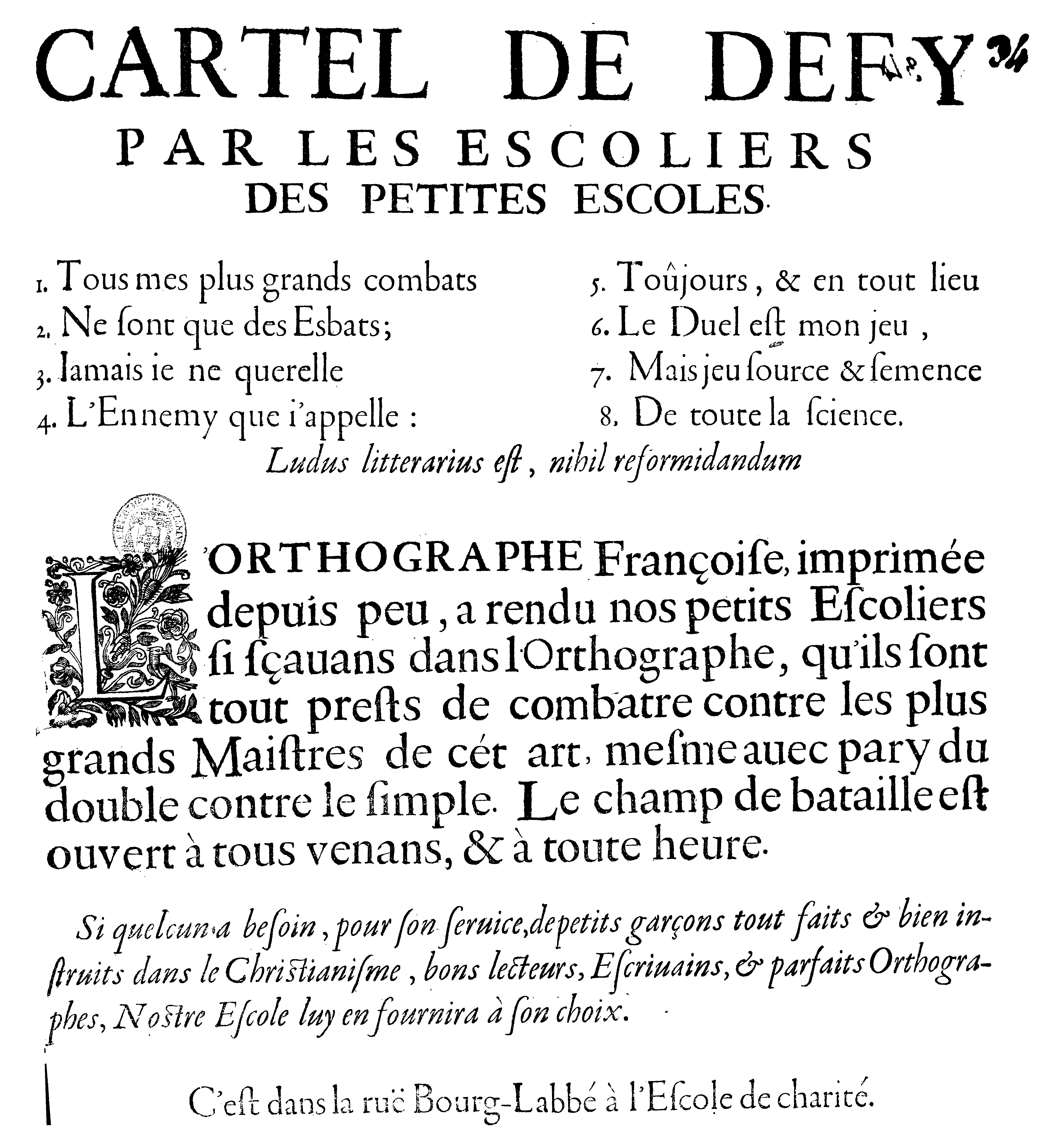
Placard des environs de 1650, retrouvé par Ferdinand Brunot à la Bibliothèque Mazarine (2° 274 A 13/34), qui invite à une sorte de tournoi ouvert dans l'école de charité de Guillaume Santeuil. On y défie à deux contre un les élèves des autres écoles.

Il occupe l'emploi de juré teneur de livres de comptes et de maître d'école. Il exerça sans doute à l'école de charité rue Bourg-Labbé à Paris, près de l'église Saint-Leu-Saint-Gilles de Paris dirigée par son ami Guillaume Santeuil, un avocat en parlement qui a publié une Nouvelle et ancienne orthographe françoise. Mise au jour en faveur du bien et utilité publique, par une méthode autant facile qu’abrégée en 1654 de 96 pages qu'Irson complimente. 

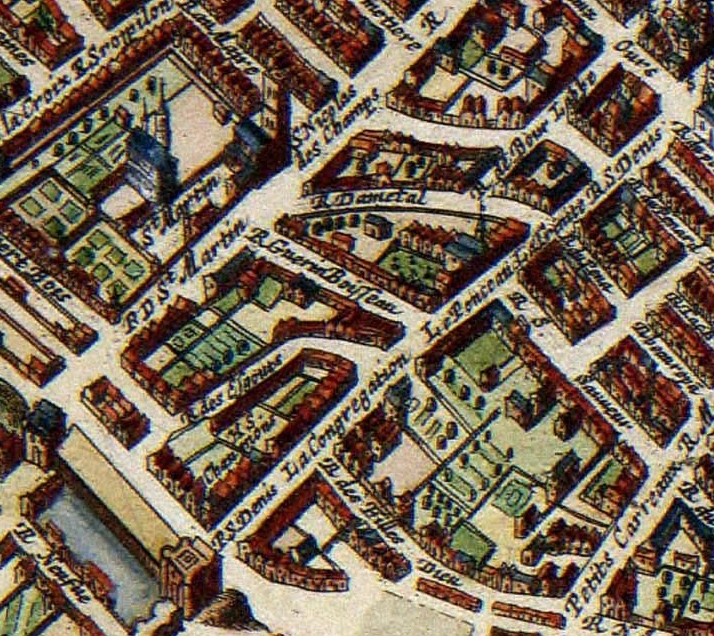
En haut à droite : l'ancienne rue du Bourg l'Abbé (actuel boulevard de Sébastopol) en 1657.

Ferdinand Brunot écrit qu'à son tour, en 1656, « Irson compose pour elle une méthode de français, qui est certainement le premier bon ouvrage de grammaire fait en notre langue pour des écoliers ». Il s'agit de la Nouvelle méthode pour apprendre facilement les principes et la pureté de la langue françoise, méthode qui a été écrite pour ceux qui ne savent pas le latin. Ferdinand Brunot donne son analyse que, « avec le livre d’Irson, petite encyclopédie grammaticale, destinée à l’enseignement élémentaire, Vaugelas fait son entrée dans l’école ». Vaugelas était le célèbre auteur en 1647 des Remarques sur la langue française, utiles à ceux qui veulent bien parler et bien écrire qui avait transformé le rapport à la grammaire.
Il publie entre 1655 et 1695 différents ouvrages de compatibilité et de grammaire.

## Publications
- Nouvelle méthode pour apprendre facilement les principes et la pureté de la langue françoise, Paris, Pierre Baudouin le fils, 1662 (1re éd. 1656) (lire en ligne) (autres éd. : 1660, 1667)
- Méthode abrégée et familière pour aprendre en peu de temps à bien lire, à prononcer agréablement et à écrire correctement en françois, Paris, Pierre Baudouin le fils, 1667 (BNF 30635839, lire en ligne)
- Méthode pour bien dresser toutes sortes de comptes à parties doubles, par débit et crédit, et par recette, dépense et reprise, Paris, Jean Cusson, 1678 (BNF 30635841, lire en ligne)
- Pratique generale et methodique des changes etrangers, Paris, Jean Jombert, 1687 (BNF 30635846, lire en ligne) (autres éd. : 1694, 1696)
- Abrégé de l'arithmétique pratique et raisonnée, Paris, Veuve Chardon, 1695 (BNF 30635833, lire en ligne) (autres éd. : 1674, Google Livres ; 1692, Google Livres)
- Le Journal du Lundy 31. Mars M. DC. XCVIII [1698]. Avis important à ceux qui entrent dans le Commerce de Marchandise ; et les précautions qu'ils y doivent aporter : Par M. Irson Juré teneur de Livres de Commerce, établi par Letres Patentes de sa Majesté pour l'ordre & l'examen, pour la verification & liquidation de toutes sortes de Comtes, 142 p.